# University Park (Illinois)
University Park es una villa ubicada en el condado de Will en el estado estadounidense de Illinois. En el Censo de 2010 tenía una población de 7129 habitantes y una densidad poblacional de 253,95 personas por km².

## Geografía
University Park se encuentra ubicada en las coordenadas 41°26′46″N 87°42′44″O / 41.44611, -87.71222. Según la Oficina del Censo de los Estados Unidos, University Park tiene una superficie total de 28.07 km², de la cual 28.07 km² corresponden a tierra firme y (0.02%) 0.01 km² es agua.

## Demografía
Según el censo de 2010, había 7129 personas residiendo en University Park. La densidad de población era de 253,95 hab./km². De los 7129 habitantes, University Park estaba compuesto por el 6.12% blancos, el 89.76% eran afroamericanos, el 0.08% eran amerindios, el 0.83% eran asiáticos, el 0.01% eran isleños del Pacífico, el 0.73% eran de otras razas y el 2.47% pertenecían a dos o más razas. Del total de la población el 2.5% eran hispanos o latinos de cualquier raza.